# Arihiana Marino-Tauhinu
Pas d'image ? Cliquez ici

a Compétitions nationales et continentales officielles uniquement.

b Matchs officiels uniquement.
Dernière mise à jour le 1 mars 2024.
Arihiana Marino-Tauhinu, née le 29 mars 1992 à Kawakawa (Nouvelle-Zélande), est une joueuse internationale néo-zélandaise de rugby à XV évoluant au poste de demi de mêlée. Licenciée au Manurewa RFC, elle représente la province des Counties Manukau en Farah Palmer Cup et joue avec les Chiefs Manawa en Super Rugby Aupiki.
Elle est la première Black Fern à porter un moko kauae (tatouage du menton).[réf. nécessaire]

## Biographie
Arihiana Marino-Tauhinu naît le 29 mars 1992 à Kawakawa en Nouvelle-Zélande. Originaire du Northland, elle débute le rugby à XV au Ōhaeawai RC, où ont joué son père ainsi que ses frères. Elle joue dans des équipes mixtes jusqu'à seize ans.
Elle est ensuite sélectionnée par la province d'Auckland jouant en National Provincial Championship. Mais en 2013, elle rejoint la province des Counties Manukau qui vient d'intégrer la compétition. Elle est alors pluriactive : elle a un emploi administratif à la Papakura High School, où elle aide également pour entrainer l'équipe de rugby.
En 2016, elle gagne la première Farah Palmer Cup de l'histoire des Counties Manukau.
Sélectionnée avec les Black Ferns dès 2015, elle est cependant barrée par l'indispensable Kendra Cocksedge. Elle doit attendre 2019 pour jouer son premier match international contre le Canada et obtenir un contrat fédéral.
En 2021, elle dispute le premier match de l'histoire des Chiefs Manawa à l'Eden Park.
En 2022, elle joue pour la franchise des Chiefs avec laquelle elle remporte la première édition du Super Rugby Aupiki. Déjà sélectionnée pour les Pacific Four Series, elle compte neuf sélections en équipe nationale quand elle est retenue en septembre pour disputer la Coupe du monde qui se joue pour elle à domicile. Elle est capitaine lors du match de poule contre l'Écosse.
Elle joue la finale du Super Rugby Aupiki, battue cette fois par Matatu. Elle dispute et remporte à nouveau les Pacific Four Series en 2023. À l'automne elle participe, toujours dans son pays, au WXV.
En 2024, elle perd à nouveau en finale du Super Rugby Aupiki. Elle ne reçoit pas d'offre de contrat fédéral.

## Palmarès

### En province et franchise
- Vainqueur du National Provincial Championship en 2011, 2012 et 2016.
- Finaliste du National Provincial Championship en 2018.
- Vainqueur du Super Rugby Aupiki en 2022.
- Finaliste du Super Rugby Aupiki en 2023 et 2024.

### En équipe nationale
- Vainqueur de la Coupe du monde en 2021.
- Vainqueur des Pacific Four Series en 2022 et 2023.